# Садово (Вармінсько-Мазурське воєводство)
Садово (пол. Sadowo, нім. Saaden) — село в Польщі, у гміні Біскупець Ольштинського повіту Вармінсько-Мазурського воєводства.
Населення — 190 осіб (2011).
У 1975-1998 роках село належало до Ольштинського воєводства.

## Демографія
Демографічна структура станом на 31 березня 2011 року:
|          | Загалом | Допрацездатний вік | Працездатний вік | Постпрацездатний вік |
| -------- | ------- | ------------------ | ---------------- | -------------------- |
| Чоловіки | 99      | 16                 | 69               | 14                   |
| Жінки    | 91      | 26                 | 52               | 13                   |
| Разом    | 190     | 42                 | 121              | 27                   |